# Joaquim Olaso Piera
Pour les articles homonymes, voir Piera (homonymie).
Joaquim Olaso Piera, née à Carcaixent, dans la province de Valence, le 8 janvier 1901 et mort le 31 janvier 1954 à Paris, est un résistant républicain espagnol membre des FTP-MOI pendant la Seconde Guerre mondiale.

## Biographie
Militant communiste, il doit s'exiler en France pendant la dictature de Primo de Rivera. Il s'installe à Paris où il participe à l'animation du Parti communiste espagnol depuis la France. Il revient ensuite à Barcelone où il est emprisonné.
Lorsque la Seconde République est proclamée, il intègre la Fédération communiste catalano-baléare, mais s'oppose au rapprochement avec le Bloc ouvrier et paysan. Durant l'automne 1931, il accompagne le communiste suisse Jules Humbert-Droz lors d'une visite à Mataró. En 1932, il rejoint le Parti communiste de Catalogne, nouvellement fondé, puis le PSUC.
Pendant la guerre d'Espagne, il est nommé en octobre 1936 représentant du PSUC à l'Office de sécurité intérieure de Catalogne.
Lorsque les troupes nationalistes prennent le pouvoir en Espagne, il doit s'exiler en France lors de la Retirada. Il fait partie, à Paris, du PSUC en exil dont le dirigeant est Josep Miret i Musté. Sous l'occupation, il rejoint la Résistance française à Paris comme membre des Francs-tireurs et partisans - Main-d'œuvre immigrée, surnommé l'Œil de Moscou.
Arrêté en août 1943, il est incarcéré à Fresnes, puis déporté à Mauthausen. 
Il est le compagnon de la résistante et déportée Dolores García Echevarrieta, dite Charlotte Jeantet, ancienne secrétaire particulière de Pablo Neruda, consul général du Chili. 
Le couple est retrouvé mort en 1954 dans leur appartement parisien en 1954, asphyxiés. 